# Union Internationale des Œnologues
Der Internationale Önologenverband (frz.:Union Internationale des Œnologues (U.I.Œ.)) ist ein eingetragener Verein mit Sitz in Paris und wurde am 24. April 1965 durch den Önologen Gabriel Humeau ins Leben gerufen. Gründungsmitglieder waren die Berufsverbände von Argentinien, Chile, Spanien, Frankreich, Italien und Portugal. Ihr Sitz befindet sich bei der Internationalen Organisation für Rebe und Wein (OIV).
Dem Verband obliegt es, die gemeinsamen berufsständischen und wirtschaftspolitischen Belange der Önologen und aller mit ihm verwandten Berufsgruppen zu  fördern und zu schützen. Darüber hinaus auch die Interessen aller Mitglieder in geeigneter Weise zu vertreten. In den deutschsprachigen Ländern vertreten für Deutschland der „Bund Deutscher Oenologen“, für Österreich die „Vereinigung Österreichischer Önologen Und Weinforscher“ und für die Schweiz der „Nationale Önologenverband der Schweiz“ die Interessen des Verbandes als angeschlossene Landesverbände.